# Paphiopedilum cribbii
Paphiopedilum cribbii är en orkidéart som beskrevs av Leonid Vladimirovitj Averjanov. Paphiopedilum cribbii ingår i släktet Paphiopedilum och familjen orkidéer. Inga underarter finns listade i Catalogue of Life.